# Turo Pajala
Turo Pajala (né le 16 novembre 1955 à Joutseno – mort le 28 février 2007 à Lappeenranta) est un acteur finlandais. Il est connu pour avoir joué le rôle principal (Taisto Kasurinen) dans le film Ariel de Aki Kaurismäki pour lequel il a obtenu le prix Saint-Georges de bronze au Festival international du film de Moscou 1989.

## Filmographie
- 1985 : Pimeys odottaa (Pauli Pentti) - Paavo
- 1986 : Näkemiin, hyvästi (Anssi Mänttäri) - veilleur de nuit
- 1986 : Huomenna (Juha Rosma) - victime
- 1987 : Hamlet Goes Business (Hamlet liikemaailmassa)  de Aki Kaurismäki - Rosencranz
- 1988 : Ariel de Aki Kaurismäki - Taisto Olavi Kasurinen
- 1992 : Le fils prodigue (Tuhlaajapoika) de Veikko Aaltonen - Wrestler
- 1992 : Pilkkuja ja pikkuhousuja de Matti Ijäs - réceptionniste de l'hôtel
- 1997 : Palkkasoturi de Anssi Mänttäri - le chômeur
- 1998 : Kulkurin taivas court-métrage de Joona Tena - Ahti